# Chrysopsis subulata
Chrysopsis subulata là một loài thực vật có hoa trong họ Cúc. Loài này được Small mô tả khoa học đầu tiên năm 1933.